# Einen Zahn zulegen
Einen Zahn zulegen (auch: einen Zahn drauflegen, einen Zacken zulegen) ist eine Redewendung der deutschen Umgangssprache und bedeutet „die Geschwindigkeit steigern“.

## Verwandte Redewendungen
Die Redewendung ist verwandt mit einen (großen, irren, tollen, ganz schönen) Zahn/Zacken draufhaben („sich mit sehr großer Geschwindigkeit fortbewegen“) und mit Komposita des Typs Mordszahn, Affenzahn („sehr große Geschwindigkeit“) und hat auch die verkürzten Formen zulegen, drauflegen („die Fahr- oder Marschgeschwindigkeit steigern, den Trab beschleunigen“) hervorgebracht.

## Herkunft und Entstehungszeit
In den einschlägigen Wörterbüchern wird der Zahn oder Zacken dieser Redewendungen als Zahn am Zahnkranz des Handgashebels eines Kraftfahrzeugs, vereinzelt auch als Zahn an der gezähnten Stange des Handgashebels älterer Jagdflugzeuge gedeutet.
Erstbelege sind in den Wörterbüchern nicht ausgewiesen. Als Entstehungszeit für drauflegen („die Geschwindigkeit steigern“) als aus einen Zahn drauflegen entstandene Kurzform werden die 1920er- und für Mordszahn („sehr hohe Fahrgeschwindigkeit“) die 1930er-Jahre angegeben. Bei der Herleitung aus der Handgasstange älterer Jagdflugzeuge wird die Entstehungszeit auch schon im Ersten Weltkrieg angenommen. Literarisch greifbar werden sie seit den 1940er-Jahren, insbesondere mit Bezug auf Kraftfahrzeuge und Militärflugzeuge.

## Sonstiges

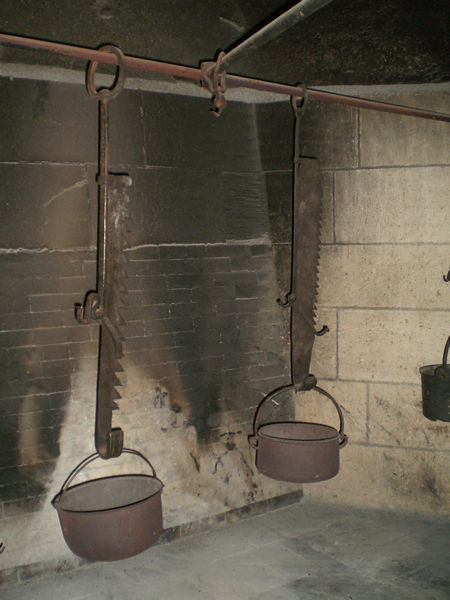
Kochstelle mit Kräueln in der Marksburg

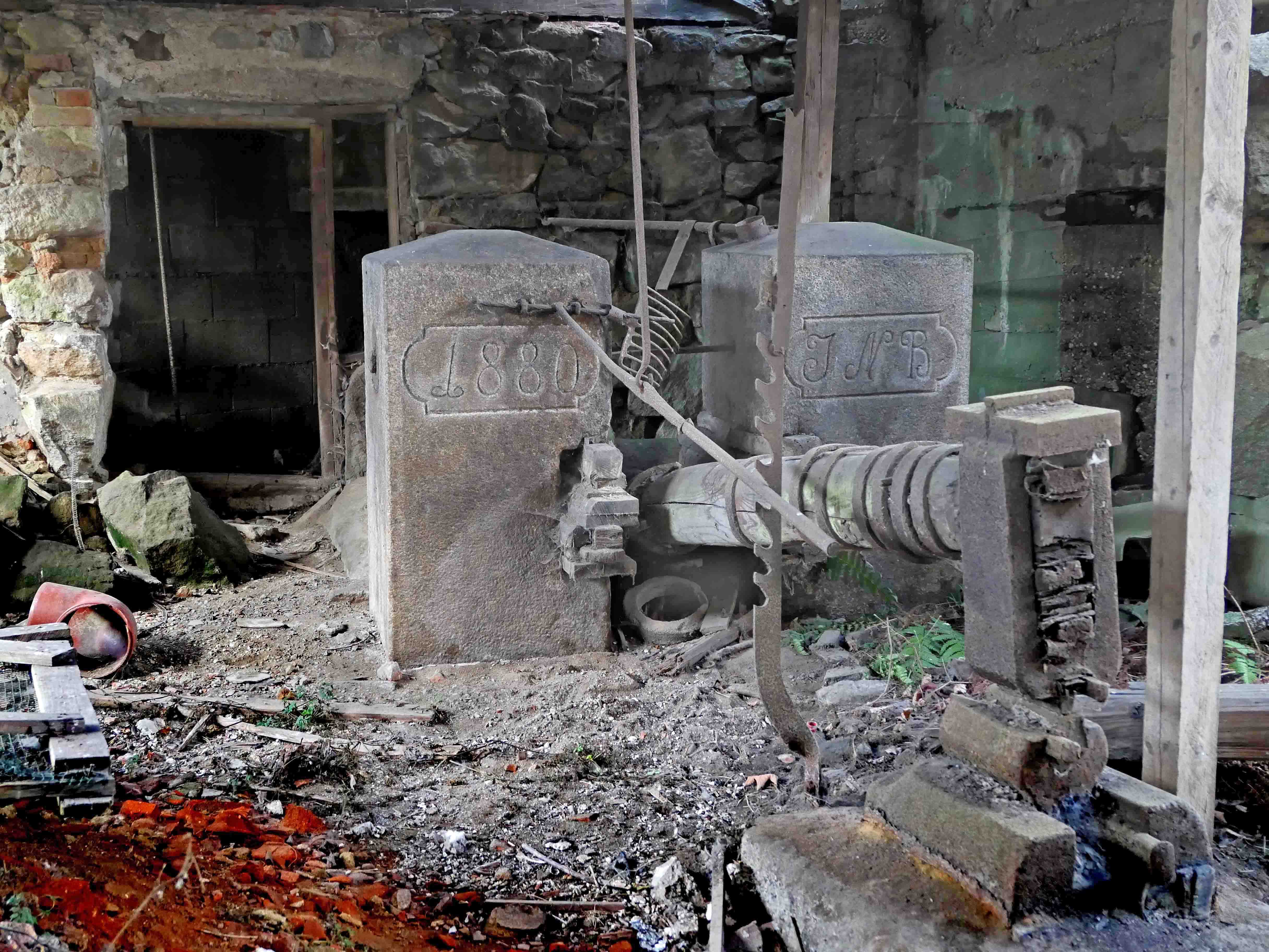
Wassergetriebener Schmiedehammer. Regulierung über Zahnstange (im Vordergrund)

Populärwissenschaftliche Erklärungen sehen die Herkunft bereits im Mittelalter und leiten sie aus der mit Krallen versehenen Stange eines Kesselhakens ab, eines sogenannten Kräuels, an dem das Tieferhängen des Kessels um eine Kralle (einen Zahn oder Zacken) nach unten die Kochhitze und hierdurch mittelbar auch die Kochgeschwindigkeit erhöht.